# Мар-ди-Эспанья
Мар-ди-Эспанья (порт. Mar de Espanha) — муниципалитет в Бразилии, входит в штат Минас-Жерайс. Составная часть мезорегиона Зона-да-Мата. Входит в экономико-статистический микрорегион Жуис-ди-Фора. Население составляет 11 200 человек на 2006 год. Занимает площадь 372,108 км². Плотность населения — 30,1 чел./км².

## История
Город основан 10 сентября 1851 года. 

## Статистика
- Валовой внутренний продукт на 2003 год составляет 39 612 161,00 реалов (данные: Бразильский институт географии и статистики).
- Валовой внутренний продукт на душу населения на 2003 год составляет 3630,81 реалов (данные: Бразильский институт географии и статистики).
- Индекс развития человеческого потенциала на 2000 год составляет 0,741 (данные: Программа развития ООН).